# 蔣珊 (明朝)
蔣珊（1504年—？），字叔珍，直隸常州府武進縣人，軍籍，明朝政治人物。

## 生平
應天府鄉試第二十八名舉人。嘉靖二十年（1541年）中式辛丑科會試第一百二十三名，登第三甲第八十八名進士。

## 家族
曾祖蔣繼祖；祖父蔣以能，壽官；父蔣宏。前母陳氏；母鄭氏。永感下。兄蒋新民，封大理寺寺副；蒋盈，引礼舍人；蒋益，知府；蒋盥，审理副。